# Jørgen Olufsens købmandsgård
Jørgen Olufsen var en renæssancekøbmand, der i 1616 lod sin købmandsgård opføre lige ud til Østerå, det nuværende Østerågade. Han var en halvbror til Jens Bang, som var den største købmand i Aalborg på denne tid. Jens Bang have opført sin købmandsgård længere mod syd af Østerågade i 1623-24. Jørgen Olufsen var en kendt købmand, som sad i byrådet. 
Jørgen Olufsen havde opført denne købmandsgård lige ud til Østerå, da han så ved hjælp af åen kunne få god mulighed for søfartshandel. Denne å var nemlig anløbsplads for mindre handelsskibe. Dette er også grunden til at købmandsgårdene lå side om side i Aalborg ned mod Limfjorden opad åens bolværk, som nu ligger under asfalten i Østerågade. 
Aalborg var fra 1580 til 1645 ramt af højkonjunktur, så derfor gav det ideelle muligheder for udbygning af handelen. Aalborg var en hansestad, så derfor havde byen stor indflydelse på handelen i Europa, hvor deres mest omfattende handelspartnere var Norge, Rusland, England, Spanien, Frankrig, Nordtyskland og Holland. Imellem disse lande handlede man med bl.a. kreaturer, hør og hamp, tømmer og andet byggemateriale, humle, skind og ikke mindst korn. 
Jørgen Olufsens gård er opført i renæssancestil, som også var moden i de andre hansestæder, hvor købmanden boede i første etage.  Der er en stor stentrappe op til en statelig indgangsportal i sandsten, hvor der  hænger en træfigur, som har hængt der siden. Man kan stadig se den i dag. Man snakker om, at denne figur illustrerer skytshelgen i lighed med galionsfigurer på skibe. Denne figur er lavet af rødfyrretræ, og denne har holdt i 400 år på trods af vind og vejrs slid derpå. Grunden til dette kan være, at der har boet bier i figuren, så figuren på den måde er blevet imprægneret med bivoks. Andre mener at denne figur illustrerer blomstergudinden Flora, da hun holder en blomst i den ene hånd. 
Købmandens lejlighed på første etage var udstyret med meget store vinduer og havde stor loftshøjde. Vinduesstørrelsen og loftshøjden aftager så opefter. Loftet blev anvendt som magasin til især korn, idet det her kunne ligge tørt og luftigt.
Huset bliver kaldt Ellen Marsvins hus. Dette er dog forkert, da det jo som sagt var Jørgen Olufsens stenhus. Ellen Marsvin, som var Kirsten Munks mor og dermed også Christian IV’s svigermoder, blev sat i forbindelse med dette hus ved en fejl. Ellen Marsvin blev i en artikel fra en journalist sat i forbindelse med dette hus,  da journalisten satte et billede ind af købmandsgården, ved en artikel om Ellen Marsvin. Dette er dog en fejl af denne journalist, da Ellen Marsvin boede lige nord for Budolfi Kirke.